# 300 all'ora
300 all'ora è il terzo album del cantante italiano Luca Dirisio, pubblicato il 30 maggio 2008 ed anticipato dal singolo Magica. Dopo Magica, il 12 settembre 2008, viene estratto Fragole, ciliegie e miele. 300 all'ora è l'ultimo album di Dirisio per Sony BMG.

## Tracce
Testi e musiche di Luca Dirisio.
1. 300 all'ora
2. Magica
3. Destinazione mare
4. Fragole, ciliegie e miele
5. Non dire ma
6. Sandy
7. È meglio se non torni (Sunshine)
8. Non cambiare mai
9. L'attesa
10. 7 soldi
11. L'uomo giusto Bonus Track solo su iTunes

## Formazione
- Luca Dirisio - voce, cori
- Elvezio Fortunato - chitarra acustica, chitarra elettrica, chitarra classica, chitarra ritmica
- Andrea Piras - batteria elettronica, programmazione
- Marco Mariniello - basso
- Diego Corradin - batteria
- Massimo Varini - chitarra acustica, chitarra elettrica
- Giuliano Boursier - pianoforte, programmazione, batteria elettronica, organo Hammond, tastiera
- Luigi Ciancaglini - percussioni
- Francesco Postorivo - violino
- Antonio Visioli - violoncello
- Elisa Ghezzo - flauto

## Classifiche
| Classifica (2008) | Posizione massima |
| ----------------- | ----------------- |
| Italia            | 29                |